# Beraba inermis
Beraba inermis är en skalbaggsart som beskrevs av Martins och Maria Helena M. Galileo 2002. Beraba inermis ingår i släktet Beraba och familjen långhorningar. Inga underarter finns listade.